# Frederik Ferdinand van Sleeswijk-Holstein-Sonderburg-Glücksburg
Frederik Ferdinand George Christiaan Karel Willem van Sleeswijk-Holstein-Sonderburg-Glücksburg (Kiel, 12 oktober 1855 — Przemków, 21 januari 1934) was een hertog uit het huis Sleeswijk-Holstein-Sonderburg-Glücksburg.
Hij was het tweede kind en de oudste zoon van Frederik II van Sleeswijk-Holstein-Sonderburg-Glücksburg en diens echtgenote Adelheid van Schaumburg-Lippe, dochter van George Willem van Schaumburg-Lippe en Ida van Waldeck-Pyrmont.
Hij trouwde op 19 maart 1885 met Caroline Mathilde van Sleeswijk-Holstein-Sonderburg-Augustenburg.
Het paar kreeg de volgende kinderen:
- Victoria Adelheid (1885-1970)
- Alexandra (1887-1957), gehuwd met August Wilhelm van Pruisen
- Helene Adelheid (1888-1962)
- Adelheid (1889-1964), gehuwd met prins Frederik Ernst III zu Solms-Baruth
- Willem Frederik (1891-1965)
- Caroline Mathilde (1894-1972), gehuwd met graaf Hans zu Solms-Baruth.